# Пенчо Карапенев
Пенчо Цанков Карапенев е български дипломат, партизанин и политик от Българска комунистическа партия.

## Биография
Роден е на 10 юни 1911 г. в габровското село Добромирка. От 1925 до 1930 г. учи в Средно педагогическо училище. Учителства във варненските села Болярци и Приселци. От май до септември 1936 г. е трудовак в първа трудова дружина. След това пак е учител до 1938 г. От 1938 г. е член на РМС, а от юни 1942 г. става член на БКП. В периода 1938 – 1942 г. учи в Търговската академия във Варна. Участва в организирането на Соболевата акция, списването на нелегалния вестник „Информация“. През пролетта на 1942 г. организира бойни групи. Изключен от академията за комунистическа дейност. От 1942 до 1943 г. е счетоводител във фабрика „Братя Иванови“ и кооп „Овошка“ в Габрово. През юни 1943 г. влиза в Габрово-Севлиевския партизански отряд. Там е помощник политически командир. След Деветосептемврийския преврат е секретар на Окръжния комитет на БКП в Габрово и завежда неговия отдел „Пропаганда и агитация“. От януари до май 1946 г. е член на Областния комитет на БКП. В периода май 1946-септември 1947 г. е първи секретар на ОК на БКП в Габрово. От септември 1947 г. до март 1948 г. е курсист в едногодишна партийна школа. След това до март 1949 г. е втори секретар на ОК на БКП в Габрово. От март 1949 г. отново е първи секретар на ОК на БКП в Габрово. В същия момент от април 1950 г. е член на бюрото на ОК на БКП във Велико Търново. От 1954 г. е заместник-завеждащ отдел „Строителство, транспорт и съобщения“ на ЦК на БКП. От 1962 до 1971 г. е член на ЦК на БКП. Бил е посланик. на България в Индонезия (1971 – 1973) и Австралия (1972 – 1973) със седалище и за двете страни в Джакарта.